# Hypobryon florentinum
Hypobryon florentinum är en svampart som beskrevs av Döbbeler 2006. Hypobryon florentinum ingår i släktet Hypobryon, klassen Dothideomycetes, divisionen sporsäcksvampar och riket svampar.   Inga underarter finns listade i Catalogue of Life.